# Panamerikanische Spiele 2015/Leichtathletik – 400 m der Frauen
Der 400-Meter-Lauf der Frauen bei den Panamerikanischen Spielen 2015 fand am 22. und 23. Juli im CIBC Pan Am und Parapan Am Athletics Stadium in Toronto statt.
15 Läuferinnen aus zehn Ländern nahmen an den Läufen teil. Die Goldmedaille gewann Kendall Baisden nach 51,27 s, Silber ging an Shakima Wimbley mit 51,36 s und die Bronzemedaille gewann Kineke Alexander mit 51,50 s.

## Rekorde
Vor dem Wettbewerb galten folgende Rekorde:
| Weltrekord        | Marita Koch        | 47,60 s | Canberra, Australien                     | 6. Oktober 1985 |
| Rekord der Spiele | Ana Fidelia Quirot | 49,61 s | Panamerikanische Spiele in Havanna, Kuba | 5. August 1991  |

## Halbfinale
Aus den zwei Halbfinalläufen qualifizierten sich die jeweils drei Ersten jedes Laufes – hellblau unterlegt – und zusätzlich die zwei Zeitschnellsten – hellgrün unterlegt – für das Finale.

### Lauf 1
22. Juli 2015, 10:30 Uhr
| Platz | Bahn | Athletin             | Land                | Zeit (s) |
| ----- | ---- | -------------------- | ------------------- | -------- |
| 1     | 5    | Shakima Wimbley      | Vereinigte Staaten  | 52,28    |
| 2     | 3    | Geisa Coutinho       | Brasilien           | 52,46    |
| 3     | 4    | Daisurami Bonne      | Kuba                | 52,90 SB |
| 4     | 7    | Anastasia Le-Roy     | Jamaika             | 53,13    |
| 5     | 8    | Audrey Jean-Baptiste | Kanada              | 54,27    |
| 6     | 1    | Lanece Clarke        | Bahamas             | 54,33    |
| 7     | 2    | Janeil Bellille      | Trinidad und Tobago | 54,41    |
|       | 6    | Marlena Wesh         | Haiti               | DNF      |

### Lauf 2
22. Juli 2015, 10:38 Uhr
| Platz | Bahn | Athletin         | Land                           | Zeit (s) |
| ----- | ---- | ---------------- | ------------------------------ | -------- |
| 1     | 5    | Kendall Baisden  | Vereinigte Staaten             | 51,81    |
| 2     | 8    | Kineke Alexander | St. Vincent und die Grenadinen | 52,24    |
| 3     | 2    | Chrisann Gordon  | Jamaika                        | 52,47    |
| 4     | 6    | Lisneidy Veitía  | Kuba                           | 53,59    |
| 5     | 3    | Taylor Sharpe    | Kanada                         | 53,82    |
| 6     | 7    | Nercely Soto     | Venezuela                      | 54,24 SB |
|       | 4    | Joelma Sousa     | Brasilien                      | DNF      |

## Finale
23. Juli 2015, 19:10 Uhr
| Platz | Bahn | Athletin         | Land                           | Zeit (s) |
| ----- | ---- | ---------------- | ------------------------------ | -------- |
|       | 3    | Kendall Baisden  | Vereinigte Staaten             | 51,27    |
|       | 6    | Shakima Wimbley  | Vereinigte Staaten             | 51,36    |
|       | 5    | Kineke Alexander | St. Vincent und die Grenadinen | 51,50    |
| 4     | 7    | Chrisann Gordon  | Jamaika                        | 51,75    |
| 5     | 1    | Anastasia Le-Roy | Jamaika                        | 52,05    |
| 6     | 4    | Geisa Coutinho   | Brasilien                      | 52,05    |
| 7     | 8    | Daisurami Bonne  | Kuba                           | 52,28 SB |
| 8     | 2    | Lisneidy Veitía  | Kuba                           | 52,44 SB |